# Fabian Seeger
Fabian Seeger (* 1983 in Hamburg) ist ein deutscher Sportwissenschaftler, Fußballtrainer und Autor fußballspezifischer Fachbücher.

## Karriere
Fabian Seeger bestand 2002 am Johann-Rist-Gymnasium in Wedel sein Abitur.
Neben Tennis beim TC Wedel spielte er im Jugendalter Fußball für den Wedeler TSV sowie Rasensport Elmshorn und wurde darüber hinaus in die Landesauswahl des Hamburger Fußball-Verbands berufen. Im Herrenbereich war er in der Oberliga Hamburg für den Wedeler TSV aktiv und spielte später bei der zweiten Mannschaft von Rasensport Elmshorn. Mit dem Suchsdorfer SV spielte Seeger in der Verbandsliga Schleswig-Holstein. 2008 nahm er als Spieler an der inoffiziellen Deutschen Futsal-Meisterschaft, dem DFB-Futsal-Cup, teil. 2009 initiierte er beim Hamburger SV ein Futsal-Projekt und fungierte für den HSV als Spielertrainer in der Futsal-Verbandsliga Hamburg.
Er studierte Sportwissenschaften an der Christian-Albrechts-Universität zu Kiel, seine 2008 angenommene Abschlussarbeit trägt den Titel „Coaching im Wettkampfsport: eine empirische Untersuchung im Fußball“. Er ist im Besitz der DFB-A-Lizenz. Seeger übte Trainertätigkeiten unter anderem in der Fußballschule des Hamburger SV sowie bei mehreren Vereinen, darunter Kilia Kiel und dem FC St. Pauli, aus. Ab Januar 2010 war er Jugendkoordinator beim Wedeler TSV sowie vom 30. März 2010 bis zum 30. Juni 2011 auch Co-Trainer der Wedeler Herrenmannschaft in der Oberliga Hamburg. Im Dezember 2009 war er Gast im Aktuellen Sportstudio und trat im Torwandschießen gegen Sebastian Vettel und Thomas Tuchel an. Zum 1. August 2012 wurde Seeger Sportlicher Leiter der Jugendabteilung von Altona 93. Zudem war er an einer Agentur beteiligt, die Sportkurse und -veranstaltungen anbot.
Im Talentförderprogramm des Deutschen Fußball-Bund e.V. (DFB) war er ab 2009 und bis Ende 2021 DFB-Stützpunkttrainer. Beim Hamburger Fußball-Verband e.V. (HFV) war er acht Jahre lang Auswahltrainer, betreute als solcher die Auswahlen der Jahrgänge 2000, 2005 und 2007 (Jungen) sowie der Jahrgänge 2005 und 2006 (Mädchen). Des Weiteren hielt er Vorträge bei Schulungen und Lehrgängen. Ab November 2017 war Seeger DFB-Stützpunktkoordinator im HFV.
Er wechselte Anfang Januar 2022 zum FC St. Pauli und übernahm dort (gemeinsam mit Benjamin Liedtke) das Amt des Sportlichen Leiters des Nachwuchsleistungszentrums. Unter der Überschrift „Rebellution – Ein anderer Jugendfußball ist möglich“ entwickelte das Nachwuchsleistungszentrum des FC St. Pauli in dieser Zeit eine Ausbildungsphilosophie, die die Entwicklung von Talenten im Vergleich zu Mannschaftsergebnisse in den Vordergrund stellt und die herkömmliche Trainerrolle abgeschafft hat.